# ミェシュコ1世プロントノギ
ミェシュコ1世プロントノギ（ポーランド語：Mieszko I Plątonogi、1130年頃 - 1211年5月16日）は、シロンスク公（在位：1163年 - 1173年、兄と共同統治）、ラチブシュ公（在位：1173年 - 1211年）、オポーレ公（在位：1202年 - 1211年）、クラクフ公及びポーランド大公（在位：1210年 - 1211年）。ヴワディスワフ2世（亡命公）の次男、母はオーストリア辺境伯レオポルト3世の娘で、ローマ王コンラート3世の異父妹であるアグネス。ボレスワフ1世の弟、コンラトの兄。異称である跛足公（the Tanglefoot 波：Plątonogi）は、14・15世紀の年代記で使われるようになった。

## 生涯

### ドイツへの亡命

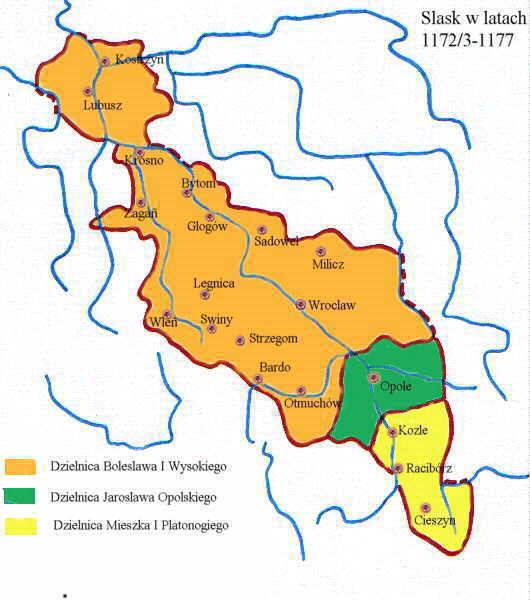
1773年から1777年にかけてのシロンスク、黄色の部分がミェシュコの領土

父が大公の地位を追われた1146年以後、ミェシュコとその家族はザクセンのアルテンブルクに住んでいた。この都市はヴワディスワフ2世が義兄のローマ王コンラート3世から一時的な領地として与えられたものだった。亡命生活の間、ミェシュコはミヒャエルスベルクとバンベルクで学んだ。ところが一時的な亡命生活だったはずのヴワディスワフ2世は、1159年にアルテンブルクで客死してしまった。息子達は父の遺産を回復すべく戦い続け、4年後の1163年、神聖ローマ皇帝フリードリヒ1世の政治介入によって、ミェシュコと兄のボレスワフ1世（長身公）はシロンスクに帰還した。

### ラチブシュ公
ミェシュコ1世とボレスワフ1世は1163年から1173年までヴロツワフ公国を共同統治していた。当初、シロンスクの主要な都市には時のポーランド大公である叔父ボレスワフ4世（巻毛公）の影響力が残存しており、彼ら兄弟の支配力は広い地域に及ぶものでは無かった。兄弟は1165年、ボレスワフ4世がバルト・プロイセン人に対する十字軍に忙殺されている隙に、これらの諸都市を再征服した。
しかし、まもなくミェシュコ1世は自分個人の公国を所有することを望むようになった。この原因の一端には、兄が国家統治を独占してミェシュコ1世をほとんど国政に参加させないようになったことがあると思われる。1172年、ミェシュコ1世は甥でボレスワフ1世の長男であるヤロスワフを味方につけて兄に対して公然たる反乱を開始した。ヤロスワフは自分の産んだ息子達だけに公国の相続権を与えようとした継母クリスティーネの策謀によって修道士にされていた。反乱は成功を収め、ボレスワフ1世はドイツのエアフルトに亡命した。まもなくフリードリヒ1世の介入でボレスワフ1世はシロンスクに帰国したが、ミェシュコ1世（チェシンとラチブシュ）とヤロスワフ（オポーレ）に領土を分割することを余儀なくされた。

### ビトムとオシフィエンチム

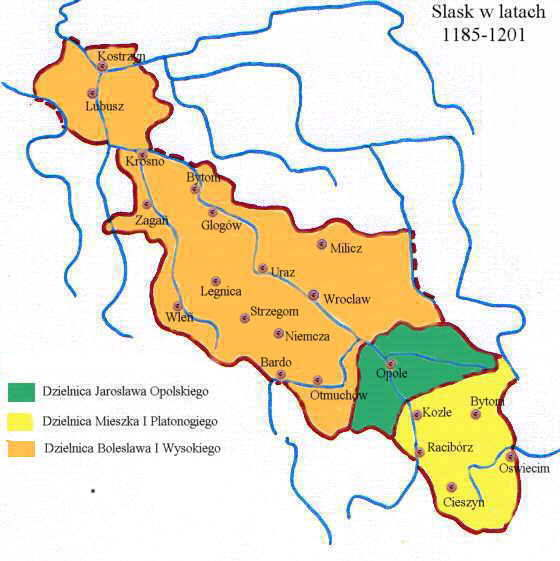
1177年から1202年にかけてのシロンスク、黄色の部分がミェシュコの領土

1177年、ミェシュコ1世は名前をくれた叔父ミェシュコ3世（老公）がクラクフ公国に対する支配を維持するための戦いを支援した。この争いは、クラクフ公国及び長子権の獲得を狙う兄ボレスワフ1世と叔父を助けるミェシュコ1世との間の争いを再燃させた。しかし、クラクフを奪取しようとするボレスワフ1世の野心は、これを危ぶんだミェシュコ1世とヤロスワフによる再度の反抗に苦しめられた。
そこでボレスワフ1世は一番年若い叔父であるカジミェシュ2世（正義公）と同盟し、カジミェシュ2世はクラクフを奪取してポーランド大公を称した。弟に大公の座を追われたミェシュコ3世は、ラチブシュのミェシュコ1世の許に亡命し、ミェシュコ1世とカジミェシュ2世の戦争発生は確実と思われた。しかしカジミェシュ2世はミェシュコ1世との友好関係を構築する道を選び、ミェシュコ1世にビトムとオシフィエンチム（及びビトムとオシフィエンチムの要塞、ミコウフ、シェヴィエシュ、プシュチナ）を与えた。一方でボレスワフ1世はドイツへ再度亡命、カジミェシュ2世の調停で帰国したが、同じくドイツから帰国した末弟コンラトがシロンスクに対する相続権を主張し、グウォグフを分割譲渡するのを余儀なくされると、1173年の分割もあって彼の権勢はますます衰えた。

### モズガヴォンの戦い
1195年、ミェシュコ1世と甥ヤロスワフは、ミェシュコ3世のクラクフ公国及び長子権を回復しようとする試みを支援し始めた。カジミェシュ2世が未成年の息子達を残して死ぬと、マウォポルスカを奪取する機会も生じた。しかし、宮中伯ミコワイに率いられた都市クラクフとサンドミェシュの貴族達は、カジミェシュ2世の長男レシェク1世（白公）を新しい大公として迎えようと考えていた。
別々の君主を推す2つ勢力は1195年9月13日、イェンジェユフ近郊で起きたモズガヴォンの戦いで激突し、この戦いでミェシュコ3世は深手を負い、息子のボレスワフを失った。ミェシュコ1世とヤロスワフに率いられたシロンスクの軍隊は戦場に大幅に遅れて到着し、直後にミェシュコ3世はカリシュに撤退した。レシェク1世支持派の軍勢には宮中伯ゴヴォレクが味方していたが、シロンスクの軍勢は敵軍に対して大勝利を収めた。しかし肝心のミェシュコ3世が戦場にいなかったため、この勝利はシロンスクの公達の権威を高めるだけに終わった（但し、かなりのシロンスク軍兵がサンドミェシュの貴族達の捕虜になった）。

### オポーレ公

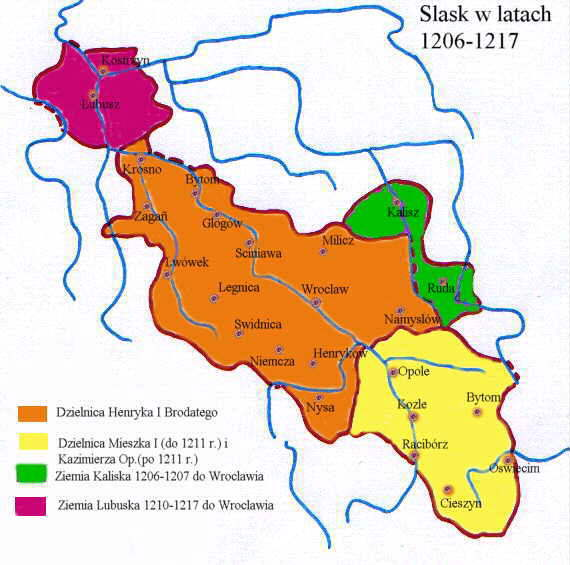
1202年から1211年にかけてのシロンスク、黄色の部分がミェシュコの領土

1201年3月22日、ミェシュコ1世の甥であるヤロスワフが死んだ。オポーレ公国はその父親であるボレスワフ1世の領地に戻り、ボレスワフ1世は一時的に勢力を回復したが、9ヶ月後の1201年12月7日（8日とも）に世を去り、唯一生き残った末子ヘンリク1世（髭公）がその全領土を相続した。これを受けてミェシュコ1世はオポーレの獲得を決意し、1202年の年頭に奇襲をかけることにした。ミェシュコ1世はオポーレを入手し、これを自分の領土に組み入れた。この勝利に飽き足らないミェシュコ1世は更なる領土獲得を狙ったが、ヘンリク1世を熱心に支持していた教会勢力がこれに反対した。グニェズノ大司教ヘンリク・キェトリチュとヴロツワフ司教ツィプリアンの調停によってヘンリク1世の領土は守られたが、代償としてヘンリク1世は教会に対して年100本の銀を納めなければならなくなった。

### ポーランド大公
1210年6月9日、教皇インノケンティウス3世の勅書が出され、レシェク1世を含む長子権をもつ全ての統治者が破門され、廃位されることが宣言された。しかし、この勅書の中には破門の対象となるポーランド諸公のうち、シロンスク公の名前だけが外されていた（これは実際にシロンスク公を称していたヘンリク1世が該当していたと思われる）。誰が権力を握るのか分からなくなったポーランド国家は混乱状態となった。
亡命先から帰国していたグニェズノ大司教ヘンリク・キェトヴィチは、ボジコヴァで教会会議を開催することを決め、誰を次のポーランド君主とするかという微妙な問題に決着をつけようとした。教会内の聖職階に応じて召集された会議では、ヘンリク1世や他の年少の諸公が推された。教会の支援を確保しようとしたレシェク1世は、司教達の土地所有の基準を定める権利を教会に与えるという、大幅な特権を差し出した（ヘンリク1世やヴワディスワフ3世（細足公）はこの特権を承認しなかったが、これを基準として取り決めが行われるようにはなった）。
ミェシュコ1世はボジコヴァには来ていなかったが、グリフィスキ家の支持を受けて軍勢を率いてクラクフへと進軍することを決めた。混乱した市民はミェシュコ1世への全面的な支配を受け入れ、ミェシュコ1世は戦うことなくクラクフの支配権を入手、ミェシュコ1世の権力は絶頂に達した。しかし翌1211年5月16日に亡くなり、ヤン・ドゥゴシュによればクラクフの大聖堂に埋葬された。ミェシュコ1世が死んで間もなくレシェク1世がクラクフに戻り、大した抵抗も受けずに大公の地位を取り戻した。

## 子女
1178年までに出自不明のルドミラ（1210年以後に没）という女性と結婚した。ルドミラはその名前からボヘミア王国出身と思われ、プシェミスル朝の王女と推測される。歴史家の大多数は、彼女をオロモウツ公オットー3世デトレプと、その妻ドゥランティナ（キエフ大公ムスチスラフ1世と2番目の妃リュバヴァとの間の娘）との間に生まれた娘だと考えている。少数派の意見には、彼女をボヘミア公ソビェスラフ1世かズノイモ公コンラト2世の娘、さらには先ほどのオロモウツ公オットー3世デトレプの息子ヴラディミルの娘だというものがある。夫妻は5人の子供をもうけた。
1. カジミェシュ1世（1179年/1180年頃 - 1230年）
2. リュドミラ（1200年以後の1月24日没）
3. アグニェシュカ（1200年以後の5月9日没）
4. エウフロシニヤ（1200年以後の5月25日没）
5. リクサ（1239年9月24日以後に没） - リクサに関しては出自が分からず、ミェシュコ1世の孫に当たるミェシュコ2世の文書の中で「叔母（Amita）」と呼ばれているだけであり、ミェシュコ2世の母親ヴィオラの姉妹である可能性もある。

| 先代 ボレスワフ4世 | ヴロツワフ公 ボレスワフ1世と共同統治 1163年 - 1173年 | 次代 ボレスワフ1世   |
| 先代 新設          | ラチブシュ公 1173年 - 1202年                         | 次代 2公国の合併     |
| 先代 ヘンリク1世   | オポーレ公 1202年                                    | 次代 2公国の合併     |
| 先代 —             | オポーレ＝ラチブシュ公 1202年 - 1211年               | 次代 カジミェシュ1世 |
| 先代 レシェク1世   | ポーランド大公 1210年 - 1211年                       | 次代 レシェク1世     |